# NGC 5181
NGC 5181 (другие обозначения — MCG 2-34-24, ZWG 72.98, NPM1G +13.0343, PGC 47373) — линзообразная галактика (S0) в созвездии Дева.
Этот объект входит в число перечисленных в оригинальной редакции «Нового общего каталога».